# 크르노 크루세이드

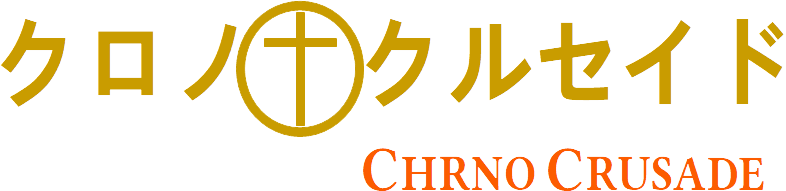

《크르노 크루세이드》(CHRNO CRUSADE, 부제: Mary Magdalene)는 일본의 모리야마 다이스케의 만화를 원작으로 하는 TV 애니메이션이다. 소설도 1권 있다.

## 주요 등장인물(원작 만화 기준, 스포일러 유출 가능성)
- 로제트 크리스토퍼(성우 - 日 카와카미 토모코, 韓 이지영)[1] : 16세. <원작:1908년 생, 애니메이션:1912년 생.> 쾌활하고 명랑한 여주인공이며 빈센트 크리스토퍼(1886년에 태어나서 1914년에 28세의 젊은 나이로 생을 마감)의 딸. 유년시절 동생 요슈아와 함께 과거에 잊혀진 성녀 막달레나의 무덤에서 죄인으로 불리는 크르노를 찾아 깨운다. 그녀 또한 신의 능력을 부여받은 신의 대행자로 그 능력은 가려져 있다. 유안 레밍턴은 이 사실을 알고 로제트를 수도회로 데려가 정식 악마 퇴치사로 수련시킨다. 크로노와는 아주 각별한 사이며 둘은 계약관계에 있다. 후에 성당에서 크르노와 만나 서로 안은 후, 심장 발작으로 생을 마감하게 된다. 유언으로 자신의 무덤이 있는 곳이 공개되는 것을 원하지 않았다.
- 크르노(성우 - 日 이시다 아키라, 韓 엄상현) : 어두운 과거를 지닌 악마이자 따스한 마음을 가진 악마, 과거 판데모니엄의 머리를 탈취하고 온 우주의 법칙을 뒤흔드는 이른바 자유의 혁명을 이끌었던 악마들 중 하나. 이들은 죄인으로 불리며 마계에서 온 추격자 들 에게 항상 쫓기고 있다. 강력한 힘을 가졌지만, 아이온에게 배신당하여 그 힘을 잃게 된다. 하지만 회중시계라는 장치로 인간과 계약을 맺으면 인간의 수명을 사용하여 잠시 동안 자신의 힘을 쓸 수 있다. 후에 아이온과의 마지막 싸움이 있었지만, 그 부분은 나오지 않았고, 로제트가 죽기 전에 성당에 찾아와 로제트와 재회할 때, 오른 팔과 뿔이 없어졌고, 눈 주위에 붕대를 한 것과 다시 돌아온 것으로 보아 아이온을 쓰러뜨린 것으로 추측된다. 로제트와 안는 장면이 유명하다.
- 아즈마리아 핸드릭(성우 日 치바 사에코, 韓 여민정) : 12세. <원작:1912년 생, 애니:1916년 생.> 포르투갈 출신의 신의 힘을 부여받은 선택받은 신의 대행자중 한명, 마음이 여리고 따뜻한 소녀로 항상 자기 때문에 주위 사람들이 불행해 진다고 믿는다. 박애의 힘을 가지고 있으며, 노래로서 남을 치료하는 능력을 지녔다. 하지만 후에 그 힘은 사라진다. 노인이 되어 사테라에게 그 후의 이야기를 전달한 정보원.
- 사테라 하밴하이트(성우 - 日 네야 미치코, 韓 이명선) : 19세. <원작:1905년 생, 애니메이션:1909년 생.> 과거 아이온에게 멸족당했던 하밴하이트가의 마지막 후손이자 상속녀, 겉으로는 차갑고 냉정해 보이지만 속은 사려 깊고 따뜻한 여자이다. 눈 앞에서 온 가족이 살해당하는 장면을 목격했으며 그 범인이 악마라는 사실을 알게 되고 악마를 증오한다. 악마에게 납치당했던 언니를 항상 그리워하고 찾아다닌다. 아주 부유한 집안의 상속녀로 로제트와 크르노에게 많은 지원을 해준다. 언니 플로렛(피오레)과 싸움에서 언니와 자신에게 마법을 써서 1999년에 미래에서 자신의 별장에서 발견된다. 그 후에 노인이 된 아즈마리아가 보낸 영상으로 크르노가 떠난 후에 이야기를 듣고, 로제트의 무덤에 가게 된다. 그때 로제트의 무덤에 누군가가 꽃을 놓은 것을 보고 놀란다.
- 요슈아 크리스토퍼(성우 - 日 미나가와 쥰코, 韓 박경혜 : 15세. <원작:1909년 생, 애니메이션:1913년 생.> 빈센트 크리스토퍼의 아들이자 로제트의 남동생. 어릴 때 부모를 여의고 누나와 함께 미시간주의 세븐스 벨에 있는 고아원에서 자랐다.

### 막달라 수도회
- 유안 레밍턴(성우 - 日 하야미 쇼, 韓 구자형) : 자칭 27세. 만약에 레민턴 목사가 정말 27세라면 원작에서는 1897년 생이고 애니메이션에서는 1901년 생이 된다. 하지만 자칭이기 때문에 실제나이는 불명이다. 막달라 수도회 소속 신부로 애니판 에서는 정체가 천사로 등장하지만 원작에서는 한때 심각한 부상으로 리젼(악마들의 면역체계 같은 세포 종류)를 주입한 사람으로 나온다 로제트가 신의 대행자라는 것을 가장 먼저 눈치챈 인물 중 하나이다. 강한 힘을 가졌으며, 정의심 또한 강하다. 로제트와 크르노에게 정신적으로 힘이 되어주는 인물. 로제트가 죽기 전 로제트와 대화한 마지막 사람. (크르노와 만났을 때는 대화하는 장면이 없었다.)
- 케이트 발렌타인(성우 - 日 사카키바라 요시코, 韓 윤소라) : 막달라 수도회 뉴욕지부 총 책임자이며 수녀이다. 악마에 대한 오해와 편견으로 크르노를 불신하지만 점차 마음을 열어간다. 성격이 꼼꼼한 편이여서 잔소리도 많이 하지만 속은 아주 깊고 통찰력이 강한 인물.

## 기타
- 당초 원제는 '크로노 크루세이드'이나, 타이틀 로고 디자인의 오자 (Chrono -> Chrno) 로 인해 일본 이외의 국가에서는 '크르노'로 알려지게 되었다.